# Delissea sinuata
Delissea sinuata är en klockväxtart som beskrevs av Wilhelm B. Hillebrand. Delissea sinuata ingår i släktet Delissea, och familjen klockväxter. Inga underarter finns listade i Catalogue of Life.